# Челсі Алден
Челсі Алден — американська акторка. Відома ролями в серіалах Тринадцять причин чому, Американська історія жаху: Роенок та фільмах Розповідь, Видалити з друзів 2. Також з'являлася епізодично в серіалі Віцепрезидент.